# Штатное расписание
Штатное расписание — первичный документ, определяющий структуру, штатный состав и штатную численность организации в соответствии с её уставом (положением), содержит перечень структурных подразделений, наименование должностей, специальностей, профессий с указанием квалификации, сведения о количестве штатных единиц.

## Определение
Согласно БСЭ штатное расписание — это расписание, в котором предусматривается структура аппарата, наименование должностей, количество штатных единиц по каждой должности, должностные оклады и надбавки к зарплате.

## Содержание
Штатное расписание содержит перечень структурных подразделений, наименование должностей, специальностей, профессий с указанием квалификации, сведения о количестве штатных единиц, должностных окладах, надбавках и месячном фонде заработной платы. Применяется для оформления структуры, штатного состава и штатной численности организации.